# سولیرا
سولیرا (به ایتالیایی: Soliera) یک کومونه در ایتالیا است که در استان مودنا واقع شده‌است. سولیرا ۵۱٫۱ کیلومتر مربع مساحت و ۱۴٬۰۵۶ نفر جمعیت دارد و ۲۸ متر بالاتر از سطح دریا واقع شده‌است.

## خواهرخوانده
شهر Paiporta خواهرخواندهٔ سولیرا هست.